# Stanley Cup playoff 2006
I playoff della Stanley Cup 2006 del campionato NHL 2005-2006 hanno avuto inizio il 21 aprile 2006. Le sedici squadre qualificate per i playoff, otto da ciascuna Conference, hanno giocato una serie di partite al meglio di sette per i quarti di finale, semifinali e finali di Conference. I vincitori delle due Conference hanno disputato una serie di partite al meglio di sette per la conquista della Stanley Cup. I campioni di ciascuna Division conservarono il proprio ranking per l'intera durata dei playoff, mentre le altre squadre furono ricollocate nella graduatoria dopo ciascun turno.
Mentre nel corso della stagione regolare 2005–06 la NHL introdusse una serie di shootout al termine dei cinque minuti di overtime giocati in 4-contro-4 per assegnare la vittoria della partita, i playoff della Stanley Cup mantennero il formato originario con una serie ininterrotta di tempi supplementari da 20 minuti giocato in 5-contro-5 fino alla rete della sudden death. Nella Western Conference al primo turno tutte e quattro le formazioni dal seeding inferiore riuscirono ad eliminare le prime quattro teste di serie, mentre dall'altra parte nella Eastern Conference furono le prime quattro classificate ad accedere al secondo turno. Ad Ovest gli Edmonton Oilers guadagnarono l'accesso alla finale partendo dalla ottava posizione, risultato eguagliato solo dai Los Angeles Kings nel 2012.

## Squadre partecipanti

### Eastern Conference
1. Ottawa Senators – vincitori della Northeast Division e della stagione regolare nella Eastern Conference, 113 punti
2. Carolina Hurricanes – vincitori della Southeast Division, 112 punti
3. New Jersey Devils – vincitori della Atlantic Division, 101 punti
4. Buffalo Sabres – 110 punti
5. Philadelphia Flyers – 101 punti
6. New York Rangers – 100 punti
7. Montreal Canadiens – 93 punti
8. Tampa Bay Lightning – 92 punti

### Western Conference
1. Detroit Red Wings – vincitori della Central Division, della stagione regolare nella Western Conference e del Presidents' Trophy, 124 punti
2. Dallas Stars – vincitori della Pacific Division, 112 punti
3. Calgary Flames – vincitori della Northwest Division, 103 punti
4. Nashville Predators – 106 punti
5. San Jose Sharks – 99 punti
6. Mighty Ducks Anaheim – 98 punti
7. Colorado Avalanche – 95 punti
8. Edmonton Oilers – 95 punti

### Tabellone
In ciascun turno la squadra con il ranking più alto si sfidò con quella dal posizionamento più basso, usufruendo anche del vantaggio del fattore campo. Nella finale di Stanley Cup il fattore campo fu determinato dai punti ottenuti in stagione regolare dalle due squadre. Ciascuna serie, al meglio delle sette gare, seguì il formato 2–2–1–1–1: la squadra migliore in stagione regolare avrebbe disputato in casa Gara-1 e 2, (se necessario anche Gara-5 e 7), mentre quella posizionata peggio avrebbe giocato nel proprio palazzetto Gara-3 e 4 (se necessario anche Gara-6).
|  | Quarti di finale Conference | Quarti di finale Conference                      | Quarti di finale Conference |   |                   | Semifinali Conference | Semifinali Conference | Semifinali Conference |                    |                      | Finali Conference   | Finali Conference  | Finali Conference  |  |  | Finale Stanley Cup | Finale Stanley Cup | Finale Stanley Cup |
|  |                             |                                                  |                             |   |                   |                       |                       |                       |                    |                      |                     |                    |                    |  |  |                    |                    |                    |
|  | 1                           | Ottawa Senators                                  | 4                           |   |                   | 1                     | Ottawa Senators       | 1                     |                    |                      |                     |                    |                    |  |  |                    |                    |                    |
|  | 8                           | Tampa Bay Lightning                              | 1                           |   |                   | 4                     | Buffalo Sabres        | 4                     |                    |                      |                     |                    |                    |  |  |                    |                    |                    |
|  |                             |                                                  |                             |   |                   |                       |                       |                       |                    |                      |                     |                    |                    |  |  |                    |                    |                    |
|  | 2                           | Carolina Hurricanes                              | 4                           |   |                   |                       |                       |                       | Eastern Conference | Eastern Conference   | Eastern Conference  | Eastern Conference | Eastern Conference |  |  |                    |                    |                    |
|  | 2                           | Carolina Hurricanes                              | 4                           |   |                   |                       |                       |                       | Eastern Conference | Eastern Conference   | Eastern Conference  | Eastern Conference | Eastern Conference |  |  |                    |                    |                    |
|  | 7                           | Montreal Canadiens                               | 2                           |   |                   |                       |                       |                       |                    |                      |                     |                    |                    |  |  |                    |                    |                    |
|  | 7                           | Montreal Canadiens                               | 2                           |   |                   |                       |                       |                       |                    | 4                    | Buffalo Sabres      | 3                  |                    |  |  |                    |                    |                    |
|  |                             |                                                  |                             |   |                   |                       |                       |                       |                    | 4                    | Buffalo Sabres      | 3                  |                    |  |  |                    |                    |                    |
|  |                             | 2                                                | Carolina Hurricanes         | 4 |                   |                       |                       |                       |                    |                      |                     |                    |                    |  |  |                    |                    |                    |
|  | 3                           | 2                                                | Carolina Hurricanes         | 4 | New Jersey Devils | 4                     |                       |                       |                    |                      |                     |                    |                    |  |  |                    |                    |                    |
|  | 3                           |                                                  |                             |   | New Jersey Devils | 4                     |                       |                       |                    |                      |                     |                    |                    |  |  |                    |                    |                    |
|  | 6                           | New York Rangers                                 | 0                           |   |                   |                       |                       |                       |                    |                      |                     |                    |                    |  |  |                    |                    |                    |
|  | 6                           | New York Rangers                                 | 0                           |   |                   |                       |                       |                       |                    |                      |                     |                    |                    |  |  |                    |                    |                    |
|  |                             |                                                  |                             |   |                   |                       |                       |                       |                    |                      |                     |                    |                    |  |  |                    |                    |                    |
|  |                             |                                                  |                             |   |                   |                       |                       |                       |                    |                      |                     |                    |                    |  |  |                    |                    |                    |
|  | 4                           | Buffalo Sabres                                   | 4                           |   | 2                 | Carolina Hurricanes   | 4                     |                       |                    |                      |                     |                    |                    |  |  |                    |                    |                    |
|  | 4                           | Buffalo Sabres                                   | 4                           |   | 2                 | Carolina Hurricanes   | 4                     |                       |                    |                      |                     |                    |                    |  |  |                    |                    |                    |
|  | 5                           | Philadelphia Flyers                              | 2                           |   |                   | 3                     | New Jersey Devils     | 1                     |                    |                      |                     |                    |                    |  |  |                    |                    |                    |
|  | 5                           | Philadelphia Flyers                              | 2                           |   |                   |                       |                       |                       |                    | E2                   | Carolina Hurricanes | 4                  |                    |  |  |                    |                    |                    |
|  |                             | (Accoppiamenti ristabiliti dopo il primo turno.) |                             |   |                   |                       |                       |                       |                    | E2                   | Carolina Hurricanes | 4                  |                    |  |  |                    |                    |                    |
|  |                             | W8                                               | Edmonton Oilers             | 3 |                   |                       |                       |                       |                    |                      |                     |                    |                    |  |  |                    |                    |                    |
|  | 1                           | W8                                               | Edmonton Oilers             | 3 | Detroit Red Wings | 2                     |                       |                       | 6                  | Mighty Ducks Anaheim | 4                   |                    |                    |  |  |                    |                    |                    |
|  | 1                           |                                                  |                             |   | Detroit Red Wings | 2                     |                       |                       | 6                  | Mighty Ducks Anaheim | 4                   |                    |                    |  |  |                    |                    |                    |
|  | 8                           | Edmonton Oilers                                  | 4                           |   |                   | 7                     | Colorado Avalanche    | 0                     |                    |                      |                     |                    |                    |  |  |                    |                    |                    |
|  | 8                           | Edmonton Oilers                                  | 4                           |   |                   | 7                     | Colorado Avalanche    | 0                     |                    |                      |                     |                    |                    |  |  |                    |                    |                    |
|  |                             |                                                  |                             |   |                   |                       |                       |                       |                    |                      |                     |                    |                    |  |  |                    |                    |                    |
|  | 2                           | Dallas Stars                                     | 1                           |   |                   |                       |                       |                       |                    |                      |                     |                    |                    |  |  |                    |                    |                    |
|  | 2                           | Dallas Stars                                     | 1                           |   |                   |                       |                       |                       |                    |                      |                     |                    |                    |  |  |                    |                    |                    |
|  | 7                           | Colorado Avalanche                               | 4                           |   |                   |                       |                       |                       |                    |                      |                     |                    |                    |  |  |                    |                    |                    |
|  | 7                           | Colorado Avalanche                               | 4                           |   |                   |                       |                       |                       | 6                  | Mighty Ducks Anaheim | 1                   |                    |                    |  |  |                    |                    |                    |
|  |                             |                                                  |                             |   |                   |                       |                       |                       | 6                  | Mighty Ducks Anaheim | 1                   |                    |                    |  |  |                    |                    |                    |
|  |                             | 8                                                | Edmonton Oilers             | 4 |                   |                       |                       |                       |                    |                      |                     |                    |                    |  |  |                    |                    |                    |
|  | 3                           | 8                                                | Edmonton Oilers             | 4 | Calgary Flames    | 3                     |                       |                       |                    |                      |                     |                    |                    |  |  |                    |                    |                    |
|  | 3                           |                                                  |                             |   | Calgary Flames    | 3                     |                       |                       |                    |                      |                     |                    |                    |  |  |                    |                    |                    |
|  | 6                           | Mighty Ducks Anaheim                             | 4                           |   |                   |                       |                       |                       |                    |                      | Western Conference  | Western Conference | Western Conference |  |  |                    |                    |                    |
|  | 6                           | Mighty Ducks Anaheim                             | 4                           |   |                   |                       |                       |                       |                    |                      | Western Conference  | Western Conference | Western Conference |  |  |                    |                    |                    |
|  |                             |                                                  |                             |   |                   |                       |                       |                       |                    |                      |                     |                    |                    |  |  |                    |                    |                    |
|  | 4                           | Nashville Predators                              | 1                           |   | 5                 | San Jose Sharks       | 2                     |                       |                    |                      |                     |                    |                    |  |  |                    |                    |                    |
|  | 4                           | Nashville Predators                              | 1                           |   | 5                 | San Jose Sharks       | 2                     |                       |                    |                      |                     |                    |                    |  |  |                    |                    |                    |
|  | 5                           | San Jose Sharks                                  | 4                           |   |                   | 8                     | Edmonton Oilers       | 4                     |                    |                      |                     |                    |                    |  |  |                    |                    |                    |

## Eastern Conference

### Quarti di finale di Conference

#### Ottawa - Tampa Bay
| Arbitri: | Dave Jackson Brad Watson |

|                  |           |                                                         |
| Lecavalier 19:00 | Marcatori | 45:06 Havlat 46:13 Spezza 49:37 Fisher 58:58 Alfredsson |

| Arbitri: | Tim Peel Don VanMassenhoven |

|                                                  |           |                                             |
| St. Louis 14:36 46:19 Richards 27:39 Boyle 45:24 | Marcatori | 04:51 Smolinski 37:12 Havlat 43:21 Schaefer |

| Arbitri: | Kerry Fraser Eric Furlatt |

|                                                                                            |           |                                                 |
| Havlat 05:20 22:17 Redden 08:40 Eaves 12:56 Vermette 29:11 56:18 Heatley 46:12 Chára 50:28 | Marcatori | 18:38 St. Louis 40:20 51:26 Ranger 53:25 Kubina |

| Arbitri: | Bill McCreary Kelly Sutherland |

|                                                                   |           |                                |
| Spezza 06:13 Phillips 25:59 Heatley 37:10 Havlat 37:50 Neil 41:24 | Marcatori | 11:10 St. Louis 16:15 Richards |

| Arbitri: | Dennis LaRue Dan Marouelli |

|                               |           |                                            |
| Artjukin 21:37 Richards 38:15 | Marcatori | 12:53 Schaefer 15:44 Meszároš 35:02 Havlat |

#### Carolina - Montreal
| Arbitri: | Greg Kimmerly Don Koharski |

|                                                                          |           |              |
| Bouillon 08:23 Bonk 16:17 Kovalëv 22:18 51:40 Higgins 36:01 Souray 58:12 | Marcatori | 00:50 Cullen |

| Arbitri: | Paul Devorski Brad Meier |

|                                                                     |           |                                                                   |
| Bulis 04:48 Ryder 13:35 82:32 Bonk 14:46 Kovalëv 45:22 Zedník 45:58 | Marcatori | 21:42 Cullen 29:05 41:15 Brind’Amour 40:22 Whitney 58:30 Stillman |

| Arbitri: | Dennis LaRue Dan Marouelli |

|                               |           |              |
| Brind’Amour 51:27 Staal 63:38 | Marcatori | 29:17 Zedník |

| Arbitri: | Tim Peel Don VanMassenhoven |

|                                             |           |                              |
| Williams 10:22 Ward 11:33 Brind’Amour 45:54 | Marcatori | 25:21 Perežogin 32:28 Souray |

| Arbitri: | Kerry Fraser Eric Furlatt |

|               |           |                          |
| Kovalëv 39:32 | Marcatori | 04:27 Staal 33:57 Cullen |

| Arbitri: | Bill McCreary Kevin Pollock |

|                             |           |              |
| Recchi 07:01 Stillman 61:19 | Marcatori | 06:31 Souray |

#### New Jersey - NY Rangers
| Arbitri: | Paul Devorski Brad Meier |

|              |           |                                                                             |
| Průcha 10:00 | Marcatori | 03:55 55:34 Eliáš 27:48 Gomez 37:10 Klee 40:53 Rafalski 48:45 Langenbrunner |

| Arbitri: | Dennis LaRue Dan Marouelli |

|             |           |                                       |
| Betts 45:41 | Marcatori | 07:47 39:54 52:46 Madden 14:13 Gionta |

| Arbitri: | Tim Peel Don VanMassenhoven |

|                                              |           |  |
| Langenbrunner 01:08 Eliáš 09:20 Parise 22:48 | Marcatori |  |

| Arbitri: | Kevin Pollock Rob Shick |

|                                            |           |                              |
| Gomez 04:20 Eliáš 07:21 53:21 Gionta 44:30 | Marcatori | 19:41 Ortmeyer 58:33 Rucchin |

#### Buffalo - Philadelphia
| Arbitri: | Dennis LaRue Dan Marouelli |

|                          |           |                                         |
| Knuble 36:34 Gagné 58:09 | Marcatori | 05:20 Connolly 24:33 McKee 87:31 Brière |

| Arbitri: | Dave Jackson Brad Watson |

|                          |           |                                                                                 |
| Gagné 20:58 Nedvěd 45:47 | Marcatori | 01:41 19:46 29:42 Dumont 03:00 Drury 12:26 Kotalík 14:36 48:35 58:42 Pominville |

| Arbitri: | Paul Devorski Brad Meier |

|                              |           |                                               |
| Kotalík 02:37 Connolly 44:44 | Marcatori | 06:35 Savage 26:57 32:37 Forsberg 59:44 Gagné |

| Arbitri: | Mike Leggo Michael McGeough |

|                                            |           |                                                                   |
| Vanek 02:34 Brière 10:10 46:17 Grier 59:41 | Marcatori | 12:13 Desjardins 23:26 59:11 Forsberg 43:50 Nedvěd 49:51 Umberger |

| Arbitri: | Tim Peel Don VanMassenhoven |

|  |           |                                              |
|  | Marcatori | 06:05 Connolly 39:12 Dumont 44:50 Afinogenov |

| Arbitri: | Paul Devorski Dan O'Halloran |

|                                                                                         |           |                   |
| Grier 11:16 Kotalík 17:34 Roy 19:27 Pominville 23:05 Afinogenov 27:19 Drury 39:46 42:12 | Marcatori | 38:57 Radivojevič |

### Semifinali di Conference

#### Ottawa - Buffalo
| Arbitri: | Paul Devorski Don VanMassenhoven |

|                                                                             |           |                                                                            |
| Grier 00:36 Numminen 06:56 Connolly 23:29 59:49 Roy 39:30 58:23 Drury 60:18 | Marcatori | 03:05 Spezza 03:20 58:47 Smolinski 21:47 Havlat 24:15 Heatley 40:16 Fisher |

| Arbitri: | Marc Joannette Bill McCreary |

|                          |           |                |
| Dumont 23:33 Hecht 26:00 | Marcatori | 27:40 Phillips |

| Arbitri: | Kevin Pollock Rob Shick |

|                    |           |                                           |
| Spezza 45:47 58:30 | Marcatori | 09:24 Drury 50:15 Afinogenov 65:05 Dumont |

| Arbitri: | Kerry Fraser Eric Furlatt |

|                            |           |              |
| Pothier 04:56 Redden 42:52 | Marcatori | 36:18 Brière |

| Arbitri: | Don Koharski Dan O'Halloran |

|                                              |           |                                |
| Tallinder 00:33 Drury 27:56 Pominville 62:26 | Marcatori | 10:26 Alfredsson 33:59 Pothier |

#### Carolina - New Jersey
| Arbitri: | Don Koharski Dan O'Halloran |

|  |           |                                                                               |
|  | Marcatori | 11:37 22:58 Whitney 37:32 Staal 38:06 Stillman 52:07 Weight 53:07 Brind’Amour |

| Arbitri: | Kevin Pollock Rob Shick |

|                                 |           |                                       |
| Langenbrunner 06:20 Gomez 59:39 | Marcatori | 38:18 Recchi 59:57 Staal 63:09 Wallin |

| Arbitri: | Paul Devorski Don VanMassenhoven |

|                                               |           |                          |
| Cullen 08:16 Williams 10:07 Brind’Amour 38:59 | Marcatori | 02:57 Brylin 28:45 Eliáš |

| Arbitri: | Dave Jackson Brad Watson |

|              |           |                                                            |
| Recchi 31:04 | Marcatori | 01:58 19:00 Gomez 11:02 Pandolfo 20:44 Brylin 24:23 Madden |

| Arbitri: | Mike Leggo Michael McGeough |

|              |           |                                                        |
| Gionta 00:57 | Marcatori | 08:39 Kaberle 34:20 Stillman 47:22 Whitney 58:32 Staal |

### Finale di Conference

#### Carolina - Buffalo
| Arbitri: | Eric Furlatt Michael McGeough |

|                                          |           |                                   |
| Tallinder 02:56 Brière 29:41 McKee 53:40 | Marcatori | 12:11 Brind’Amour 57:07 Commodore |

| Arbitri: | Dan O'Halloran Don VanMassenhoven |

|                                   |           |                                                  |
| Vanek 19:12 Drury 51:38 Roy 59:57 | Marcatori | 10:05 Kaberle 26:03 32:58 Whitney 46:58 Williams |

| Arbitri: | Marc Joannette Rob Shick |

|                                  |           |                                              |
| Stillman 14:07 38:18 Staal 55:52 | Marcatori | 19:30 Drury 21:02 28:28 Brière 32:55 Kotalík |

| Arbitri: | Michael McGeough Brad Watson |

|                                                   |           |  |
| Recchi 06:54 Staal 09:53 Ladd 22:10 Hedican 56:03 | Marcatori |  |

| Arbitri: | Paul Devorski Don VanMassenhoven |

|                                    |           |                                                              |
| Drury 07:08 Roy 17:32 Lydman 21:55 | Marcatori | 07:25 Williams 25:21 Recchi 30:04 Brind’Amour 68:46 Stillman |

| Arbitri: | Bill McCreary Dan O'Halloran |

|               |           |                           |
| Hedican 56:07 | Marcatori | 04:56 Dumont 64:22 Brière |

| Arbitri: | Paul Devorski Brad Watson |

|                         |           |                                                               |
| Janik 35:50 Hecht 39:55 | Marcatori | 12:05 Commodore 41:34 Weight 51:22 Brind’Amour 59:08 Williams |

## Western Conference

### Quarti di finale di Conference

#### Detroit - Edmonton
| Arbitri: | Bill McCreary Kelly Sutherland |

|                              |           |                               |
| Samsonov 11:44 Pronger 28:43 | Marcatori | 04:05 Lang 53:43 82:38 Maltby |

| Arbitri: | Kerry Fraser Eric Furlatt |

|                                                         |           |                                 |
| Pronger 12:32 Pisani 37:49 Winchester 38:46 Stoll 59:47 | Marcatori | 14:50 Williams 27:11 Zetterberg |

| Arbitri: | Kevin Pollock Rob Shick |

|                                        |           |                                                   |
| Zetterberg 12:05 51:52 Schneider 52:10 | Marcatori | 04:17 Špaček 16:38 Smyth 22:38 Torres 88:44 Stoll |

| Arbitri: | Marc Joannette Dean Warren |

|                                                            |           |                           |
| Holmström 13:25 Lang 19:23 Lidström 46:44 Zetterberg 55:53 | Marcatori | 07:22 Pisani 24:03 Špaček |

| Arbitri: | Greg Kimmerly Don Koharski |

|                                        |           |                                 |
| Pisani 25:16 Smyth 38:34 Horcoff 32:36 | Marcatori | 38:39 Shanahan 59:38 Zetterberg |

| Arbitri: | Mike Leggo Michael McGeough |

|                                           |           |                                       |
| Zetterberg 14:36 Lang 34:02 Franzén 50:07 | Marcatori | 42:56 46:40 Pisani 56:07 58:54 Hemský |

#### Dallas - Colorado
| Arbitri: | Mike Leggo Michael McGeough |

|                                                               |           |                           |
| Hejduk 16:42 Wolski 25:24 Blake 29:08 Liles 31:12 Clark 42:58 | Marcatori | 13:04 Morrow 15:02 Guerin |

| Arbitri: | Marc Joannette Dean Warren |

|                                                                 |           |                                                 |
| Blake 07:06 Brunette 09:04 Hejduk 12:23 Clark 57:56 Sakic 64:36 | Marcatori | 22:41 Jokinen 25:54 26:57 Lehtinen 39:57 Modano |

| Arbitri: | Mike Hasenfratz Dan O'Halloran |

|                                      |           |                                                |
| Barnes 10:49 Klemm 28:44 Zubov 39:45 | Marcatori | 05:21 Sakic 18:53 61:09 Tanguay 59:03 Brunette |

| Arbitri: | Paul Devorski Brad Meier |

|                                                |           |                  |
| Lehtinen 07:35 Hagman 23:50 28:44 Guerin 38:41 | Marcatori | 04:46 Richardson |

| Arbitri: | Dave Jackson Brad Watson |

|                                       |           |                            |
| Dowd 33:03 Sakic 39:58 Brunette 73:55 | Marcatori | 24:25 Jokinen 42:47 Guerin |

#### Calgary - Anaheim
| Arbitri: | Mike Hasenfratz Dan O'Halloran |

|               |           |                            |
| Friesen 45:17 | Marcatori | 26:17 Amonte 69:45 McCarty |

| Arbitri: | Kevin Pollock Rob Shick |

|                                                              |           |                                           |
| Kunitz 09:37 S. Niedermayer 13:20 Lupul 25:10 Påhlsson 47:55 | Marcatori | 29:09 Iginla 31:53 Huselius 55:31 Phaneuf |

| Arbitri: | Mike Leggo Michael McGeough |

|                                                                       |           |                        |
| Langkow 14:01 Huselius 21:25 Kobasew 35:34 McCarty 44:59 Regehr 45:33 | Marcatori | 17:26 28:16 Beauchemin |

| Arbitri: | Dave Jackson Brad Watson |

|                    |           |                                             |
| Iginla 40:11 43:27 | Marcatori | 23:47 Getzlaf 27:13 Selänne 61:36 O'Donnell |

| Arbitri: | Marc Joannette Dean Warren |

|                                     |           |                                 |
| McDonald 48:19 R. Niedermayer 59:27 | Marcatori | 05:49 Amonte 16:18 21:03 Iginla |

| Arbitri: | Don Koharski Rob Shick |

|             |           |                                    |
| Yelle 10:18 | Marcatori | 27:49 Selänne 54:23 S. Niedermayer |

| Arbitri: | Don VanMassenhoven Brad Watson |

|                                         |           |  |
| Selänne 25:12 Salej 39:01 Friesen 59:40 | Marcatori |  |

#### Nashville - San Jose
| Arbitri: | Marc Joannette Dean Warren |

|                         |           |                                                   |
| Smith 04:12 Ekman 28:50 | Marcatori | 08:57 Sillinger 10:57 Erat 19:56 Weber 52:06 Hall |

| Arbitri: | Bill McCreary Kelly Sutherland |

|                                          |           |  |
| Cheechoo 05:37 Marleau 16:31 Smith 17:31 | Marcatori |  |

| Arbitri: | Greg Kimmerly Don Koharski |

|               |           |                                                  |
| Timonen 06:33 | Marcatori | 32:10 56:45 Marleau 38:48 Bernier 55:38 Cheechoo |

| Arbitri: | Kevin Pollock Rob Shick |

|                                                         |           |                                                        |
| Kariya 08:55 Weber 25:45 Sillinger 50:47 Hartnell 55:38 | Marcatori | 07:03 Rissmiller 27:01 31:30 44:13 Marleau 32:56 Smith |

| Arbitri: | Mike Hasenfratz Dan O'Halloran |

|                              |           |              |
| Michálek 19:59 Marleau 33:24 | Marcatori | 51:06 Kariya |

### Semifinali di Conference

#### San Jose - Edmonton
| Arbitri: | Dave Jackson Brad Watson |

|              |           |                             |
| Špaček 02:33 | Marcatori | 07:42 Marleau 23:14 Ehrhoff |

| Arbitri: | Mike Leggo Michael McGeough |

|                |           |                                   |
| Samsonov 35:23 | Marcatori | 04:26 Preissing 37:29 J. Thornton |

| Arbitri: | Don Koharski Dan O'Halloran |

|                                |           |                                            |
| Marleau 21:19 Rissmiller 29:30 | Marcatori | 10:04 Bergeron 53:13 Torres 102:24 Horcoff |

| Arbitri: | Paul Devorski Don VanMassenhoven |

|                                              |           |                                                                              |
| J. Thornton 03:47 Ekman 06:40 Cheechoo 29:02 | Marcatori | 12:55 Horcoff 32:28 Peca 35:35 Samsonov 42:57 Smith 48:19 Hemský 54:00 Stoll |

| Arbitri: | Marc Joannette Bill McCreary |

|                                                                |           |                                                |
| Pisani 08:29 44:03 Smyth 26:31 56:11 Horcoff 40:12 Stoll 53:40 | Marcatori | 24:30 S. Thornton 40:44 Ehrhoff 42:30 Cheechoo |

| Arbitri: | Rob Shick Brad Watson |

|  |           |                          |
|  | Marcatori | 08:21 Peca 51:37 Horcoff |

#### Anaheim - Colorado
| Arbitri: | Mike Leggo Michael McGeough |

|  |           |                                                                  |
|  | Marcatori | 22:38 Påhlsson 30:24 Kunitz 39:05 Selänne 39:54 Lupul 51:07 Moen |

| Arbitri: | Kerry Fraser Eric Furlatt |

|  |           |                                       |
|  | Marcatori | 18:17 Getzlaf 24:41 Salej 32:24 Lupul |

| Arbitri: | Dave Jackson Brad Watson |

|                               |           |                                     |
| Lupul 29:02 48:54 50:40 76:30 | Marcatori | 19:33 Hinote 44:47 Dowd 53:35 Blake |

| Arbitri: | Marc Joannette Bill McCreary |

|                                                 |           |             |
| Marchant 16:52 30:24 Selänne 22:22 Penner 46:07 | Marcatori | 02:17 Sakic |

### Finale di Conference

#### Anaheim - Edmonton
| Arbitri: | Paul Devorski Don VanMassenhoven |

|                                      |           |                |
| Peca 18:35 Hemský 31:35 Harvey 59:18 | Marcatori | 19:03 McDonald |

| Arbitri: | Marc Joannette Bill McCreary |

|                                       |           |               |
| Pronger 13:08 Pisani 37:09 Peca 59:42 | Marcatori | 26:12 Friesen |

| Arbitri: | Eric Furlatt Brad Watson |

|                                                           |           |                                                                   |
| O'Donnell 47:05 Selänne 49:13 Kunitz 51:15 Marchant 58:15 | Marcatori | 13:47 Petersen 42:19 Peca 43:35 Staios 44:40 Pronger 54:14 Pisani |

| Arbitri: | Paul Devorski Dan O'Halloran |

|                                                                |           |                                          |
| Penner 07:28 15:11 Getzlaf 19:18 Salej 25:42 Lupul 38:22 58:50 | Marcatori | 23:30 Bergeron 27:46 Smyth 30:01 Laraque |

| Arbitri: | Bill McCreary Rob Shick |

|                           |           |                  |
| Moreau 23:42 Torres 28:31 | Marcatori | 07:30 Beauchemin |

## Finale Stanley Cup
La finale della Stanley Cup 2006 è stata una serie al meglio delle sette gare che ha determinato il campione della National Hockey League per la stagione 2005-06. Gli Anaheim Ducks hanno sconfitto gli Ottawa Senators in sette partite e si sono aggiudicati la Stanley Cup per la prima volta nella loro storia. Per Carolina si trattò della seconda apparizione alle finali, dopo la sconfitta subita nel 2002 da parte dei Detroit Red Wings. Per Edmonton questa fu la settima finale, la prima dopo il quinto titolo della Stanley Cup ottenuto nel 1990.

## Statistiche

### Classifica marcatori
La seguente lista elenca i migliori marcatori al termine dei playoff.

| Giocatore       | Squadra             | PG | G  | A  | Pt | +/- | MP |
| --------------- | ------------------- | -- | -- | -- | -- | --- | -- |
| Eric Staal      | Carolina Hurricanes | 25 | 9  | 19 | 28 | 0   | 8  |
| Cory Stillman   | Carolina Hurricanes | 25 | 9  | 17 | 26 | +12 | 14 |
| Chris Pronger   | Edmonton Oilers     | 24 | 5  | 16 | 21 | +10 | 26 |
| Daniel Brière   | Buffalo Sabres      | 18 | 8  | 11 | 19 | 0   | 12 |
| Shawn Horcoff   | Edmonton Oilers     | 24 | 7  | 12 | 19 | +4  | 12 |
| Fernando Pisani | Edmonton Oilers     | 24 | 14 | 4  | 18 | +10 | 4  |
| Rod Brind'Amour | Carolina Hurricanes | 25 | 12 | 6  | 18 | +9  | 16 |
| Chris Drury     | Buffalo Sabres      | 18 | 9  | 9  | 18 | +5  | 10 |
| Justin Williams | Carolina Hurricanes | 25 | 7  | 11 | 18 | +12 | 34 |
| Matt Cullen     | Carolina Hurricanes | 25 | 4  | 14 | 18 | +2  | 12 |

### Classifica portieri
Questa è una tabella che combina i cinque migliori portieri dei playoff per media di gol subiti a gara con i cinque migliori portieri per percentuale di parate, con almeno 420 minuti disputati. La tabella è ordinata per la media gol subiti, e i criteri di inclusione sono in grassetto.

| Giocatore        | Squadra              | PG | Min     | V  | S | OTS | TC  | GS | SO | Sv%  | MGS  |
| ---------------- | -------------------- | -- | ------- | -- | - | --- | --- | -- | -- | ---- | ---- |
| Il'ja Bryzgalov  | Mighty Ducks Anaheim | 11 | 658:59  | 6  | 4 | 1   | 285 | 16 | 3  | .944 | 1.46 |
| Cam Ward         | Carolina Hurricanes  | 23 | 1319:53 | 15 | 8 | 3   | 584 | 47 | 2  | .920 | 2.14 |
| Jussi Markkanen  | Edmonton Oilers      | 6  | 360:23  | 3  | 3 | 0   | 137 | 18 | 0  | .905 | 2.17 |
| Miikka Kiprusoff | Calgary Flames       | 7  | 427:59  | 3  | 4 | 1   | 202 | 16 | 1  | .921 | 2.24 |
| Martin Brodeur   | New Jersey Devils    | 9  | 532:59  | 5  | 4 | 1   | 261 | 20 | 1  | .923 | 2.25 |
| Cristobal Huet   | Montreal Canadiens   | 6  | 385:37  | 2  | 4 | 2   | 212 | 25 | 0  | .929 | 2.33 |
| Dwayne Roloson   | Edmonton Oilers      | 18 | 1159:43 | 12 | 5 | 1   | 618 | 45 | 2  | .927 | 2.33 |